# Børgefjells nationalpark
Børgefjells nationalpark (norska: Børgefjell nasjonalpark, sydsamiska: Byrkije vaarjelimmiedajve) är en norsk nationalpark som är belägen i ett alpint högfjällsområde i gränsområdet mellan Nordland fylke och Nord-Trøndelag fylke, bredvid den svenska gränsen. Parken blev upprättad den 9 augusti 1963, som landets andra nationalpark.
Parken grundades för att "bevara ett stort naturområde i det närmaste fritt från tekniska ingrepp, med stora villmarkspräglade områden för att säkra biologisk mångfald och ett naturligt förekommande plant och djurliv". Parken omfattade då cirka 1 000 km², och blev utvidgat blev utvidgad i förhållande till Verneplan I for vassdrag år 1973 och senare igen år 2003, och den täcker nu ett område på 1 447 km².
Nationalparken ligger i kommunerna Grane, Hattfjelldal, Namsskogan och Røyrvik. Parken gränsar till det 44 km² stora Austre Tiplingan landskapsvernområde. Områdets högsta punkt är fjället Kvigtinden som har en höjd på 1699 m.ö.h. 

### Fotnoter
1. ↑  Översättning av citat från: lovdata.no: Forskrift om verneplan for Børgefjell